# Müller Extra
Müller Extra – plakat wykonany w technice barwnej litografii na papierze w roku 1912 przez austriackiego malarza, rysownika i plakacistę Juliusa Klingera. Właścicielem plakatu znajdującego się w zbiorach Muzeum Narodowego w Warszawie jest Muzeum Plakatu w Wilanowie.

## Opis
Plakat Müller Extra reprezentujący niemiecki styl sachplakat powstał w Berlinie na zlecenie agencji reklamowej Hollerbaum & Schmidt, z którą autor plakatu Julius Klinger współpracował od 1898, zaraz po przeniesieniu się do stolicy kajzerowskich Niemiec z Monachium. 

Klimat plakatu jest ascetyczny, bowiem wszystkie kształty ograniczone są do niezbędnego minimum, na co wskazują płasko kładzione barwy i brak dekoracji, a wyobrażenie zredukowane jest do jednego ruchu. Klinger uchwycił na plakacie gest serwowania sektu o nazwie Müller Extra, dostarczanego jak głosi napis pod nazwą wina musującego również na dwór cesarza Niemiec i króla Prus Wilhelma II: 

Müller Extra. Matheus Müller. Sektkellerei Eltville Hoflieferant Sr. Majestät des Kaisers.

 Łysy uśmiechnięty mężczyzna przedstawiony na plakacie jest kelnerem (za czym przemawia czarny kolor marynarki z białą muchą) lub gościem restauracji (co sugerowałby monokl w oku). Napis z nazwą alkoholu zbudowany jest z ciężkiej blokowej czcionki, co sprawia, że wyraźnie dominuje on nad obrazem, który w porównaniu z nim wydaje się być konturowym szkicem.